# Кудлаївська сільська рада (Немирівський район)
| Кудлаївська сільська рада — колишній орган місцевого самоврядування у Немирівському районі Вінницької області з адміністративним центром у с. Кудлаї. Сільській раді були підпорядковані населені пункти: - с. Кудлаї - с. Дубовець - с. Чаульське |

## Склад ради
Рада складалася з 14 депутатів та голови.

## Керівний склад сільської ради
| ПІБ                          | Основні відомості                                                                  | Дата обрання | Дата звільнення |
| ---------------------------- | ---------------------------------------------------------------------------------- | ------------ | --------------- |
| Горовенко Валентина Петрівна | Сільський голова, 1954 року народження, освіта, член Соціалістичної партії України | 26.03.2006   | 31.10.2010      |
| Горовенко Валентина Петрівна | Сільський голова, 1954 року народження, освіта вища, член Партії регіонів          | 31.10.2010   |                 |

Примітка: таблиця складена за даними джерела